# Amnon Kapeliouk
Amnon Kapeliouk (Gerusalemme, 22 dicembre 1930 – Gerusalemme, 26 giugno 2009) è stato un giornalista e scrittore franco-israeliano.
I lavori pubblicati di Amnon Kapeliouk comprendono una biografia di Yasser Arafat, Arafat l'irréductible, e una dettagliata e cruda indagine condotta sul Massacro di Sabra e Shatila e sulle indirette complicità delle forze israeliane che occupavano e controllavano all'epoca il Libano. È un collaboratore abituale di Le Monde diplomatique, come di altre riviste e quotidiani.
È stato accusato dal CAMERA (Committee for Accuracy in Middle East Reporting in America) di aver erroneamente riportato in un suo articolo pubblicato sul New Statesman del 25 giugno 1982 la frase di Menachem Begin in cui l'allora Primo Ministro israeliano dichiarò in un suo discorso davanti alla Knesset dell'8 giugno 1982 che i Palestinesi erano "bestie che camminano su due gambe".  La smentita di Begin fu che la frase estrapolata si riferiva in realtà ai terroristi che uccidevano bambini israeliani.
Amnon Kapeliouk è morto il 26 giugno 2009 a Gerusalemme.

## Libri
- Arafat l'irréductible (Parigi, Fayard, 2004)
- Rabin: Un assassinat politique
- La fin des mythes, Sabra et Chatila: Enquete sur un massacre (tradotto in italiano col titolo Sabra e Chatila. Inchiesta su un massacro, Roma, Corrispondenza Internazionale, 1983)